# Steven Point
Pour l’article homonyme, voir Point.
Steven Point, né le 28 juillet 1951, à Chilliwack (Canada), est un homme politique canadien. Il est le lieutenant-gouverneur de la Colombie-Britannique de 2007 à 2012.